# Everything Has Changed
Singles de Taylor Swift
Red
(2013) The Last Time
(2013)
Singles par Ed Sheeran
Give Me Love
(2012)
Everything Has Changed est une chanson de l'artiste américaine Taylor Swift en collaboration avec le chanteur britannique Ed Sheeran sorti en 16 juillet 2013 et extrait de son quatrième album Red (2012) sous le label Big Machine Records.

## Classement hebdomadaire
| Classement (2013)                         | Meilleure position |
| ----------------------------------------- | ------------------ |
| Australie (ARIA)                          | 28                 |
| Belgique (Ultratip Flanders)              | 8                  |
| Canada (Canadian Hot 100)                 | 28                 |
| Irlande (IRMA)                            | 5                  |
| Nouvelle-Zélande (Recorded Music NZ)      | 27                 |
| Royaume-Uni (Official Charts Company)     | 7                  |
| Écosse (Official Charts Company)          | 7                  |
| États-Unis Billboard Hot 100              | 32                 |
| États-Unis US Pop Songs (Billboard)       | 14                 |
| États-Unis US Adult Pop Songs (Billboard) | 19                 |

## Certifications
| Pays      | Certification | Ventes certifiées |
| --------- | ------------- | ----------------- |
| Australie | Platine       | 70 000            |